# Équipe de Belgique de football en 1981
Maillots
Chronologie
Saison précédente Saison suivante
L'équipe de Belgique de football dispute en 1981 les éliminatoires de la Coupe du monde.

## Objectifs
L'unique objectif pour la Belgique en cette année 1981 est la qualification pour la Coupe du monde.

## Résumé de la saison
Après leur performance à l'Euro italien, les Diables Rouges sont de nouveau pris au sérieux par leurs adversaires. Ils terminent premiers de leur groupe de qualification pour la Coupe du monde 1982, devant la France et les Pays-Bas, finalistes des deux dernières éditions, qui sont donc éliminés.

## Bilan de l'année
Les éliminatoires de la Coupe du monde 1982 sont une réussite pour les Belges qui terminent en tête d'un groupe relevé avec notamment leur ennemi héréditaire, les Pays-Bas, double finaliste des deux dernières éditions. Afin d'assurer sa qualification pour le Mundial espagnol, la Belgique devait se défaire de la France au Heysel, le 9 septembre. C'est chose faite à l'issue de la rencontre, les Diables Rouges s'imposent (2-0) et valident ainsi leur participation à leur sixième phase finale de Coupe du monde.

### Coupe du monde 1982

#### Éliminatoires (zone Europe, Groupe 2)
| Rang | Équipe               | Pts | J | G | N | P | Bp | Bc | Diff |  | Résultats (▼ dom., ► ext.) |     |     |     |     |     |
| ---- | -------------------- | --- | - | - | - | - | -- | -- | ---- |  | -------------------------- | --- | --- | --- | --- | --- |
| 1    | Belgique             | 11  | 8 | 5 | 1 | 2 | 12 | 9  | +3   |  | Belgique                   |     | 2-0 | 1-0 | 1-0 | 3-2 |
| 2    | France               | 10  | 8 | 5 | 0 | 3 | 20 | 8  | +12  |  | France                     | 3-2 |     | 2-0 | 2-0 | 4-0 |
| 3    | République d'Irlande | 10  | 8 | 4 | 2 | 2 | 17 | 11 | +6   |  | République d'Irlande       | 1-1 | 3-2 |     | 2-1 | 6-0 |
| 4    | Pays-Bas             | 9   | 8 | 4 | 1 | 3 | 11 | 7  | +4   |  | Pays-Bas                   | 3-0 | 1-0 | 2-2 |     | 3-0 |
| 5    | Chypre               | 0   | 8 | 0 | 0 | 8 | 4  | 29 | -25  |  | Chypre                     | 0-2 | 0-7 | 2-3 | 0-1 |     |

- Sélections directement qualifiées pour la Coupe du monde 1982

## Les matchs
| Coupe du monde 1982 Éliminatoires - Groupe 2                     | Belgique                                       | 3 - 2   | Chypre                                 | Stade du Heysel Laeken, Belgique               |                                                |
| 18 février 1981 · 20:00 heure locale · Historique des rencontres | Plessers 12e · Vandenbergh 17e · Ceulemans 67e | (2 – 1) | Lysandrou (en) 41e · Vrahimis (en) 60e | Spectateurs : 17 445 Arbitrage : Arto Ravander | Spectateurs : 17 445 Arbitrage : Arto Ravander |
| 18 février 1981 · 20:00 heure locale · Historique des rencontres | Rapport (RBFA) Rapport                         |         |                                        | Spectateurs : 17 445 Arbitrage : Arto Ravander | Spectateurs : 17 445 Arbitrage : Arto Ravander |

| Coupe du monde 1982 Éliminatoires - Groupe 2                  | Belgique               | 1 - 0   | République d'Irlande | Stade du Heysel Laeken, Belgique             |                                              |
| 25 mars 1981 · 20:00 heure locale · Historique des rencontres | Ceulemans 87e          | (0 – 0) |                      | Spectateurs : 37 978 Arbitrage : Raul Nazaré | Spectateurs : 37 978 Arbitrage : Raul Nazaré |
| 25 mars 1981 · 20:00 heure locale · Historique des rencontres | Rapport (RBFA) Rapport |         |                      | Spectateurs : 37 978 Arbitrage : Raul Nazaré | Spectateurs : 37 978 Arbitrage : Raul Nazaré |

| Coupe du monde 1982 Éliminatoires - Groupe 2                   | France                  | 3 - 2   | Belgique                       | Parc des Princes Paris, France                              |                                                             |
| 29 avril 1981 · 20:30 heure locale · Historique des rencontres | Soler 14e 31e · Six 26e | (3 – 1) | Vandenbergh 5e · Ceulemans 52e | Spectateurs : 44 954 Arbitrage : Victoriano Sánchez Arminio | Spectateurs : 44 954 Arbitrage : Victoriano Sánchez Arminio |
| 29 avril 1981 · 20:30 heure locale · Historique des rencontres | Rapport (RBFA) Rapport  |         |                                | Spectateurs : 44 954 Arbitrage : Victoriano Sánchez Arminio | Spectateurs : 44 954 Arbitrage : Victoriano Sánchez Arminio |

| Coupe du monde 1982 Éliminatoires - Groupe 2                      | Belgique                            | 2 - 0   | France | Stade du Heysel Laeken, Belgique                |                                                 |
| 9 septembre 1981 · 20:30 heure locale · Historique des rencontres | Czerniatynski 25e · Vandenbergh 83e | (1 – 0) |        | Spectateurs : 52 525 Arbitrage : Károly Palotai | Spectateurs : 52 525 Arbitrage : Károly Palotai |
| 9 septembre 1981 · 20:30 heure locale · Historique des rencontres | Rapport (RBFA) Rapport              |         |        | Spectateurs : 52 525 Arbitrage : Károly Palotai | Spectateurs : 52 525 Arbitrage : Károly Palotai |

| Coupe du monde 1982 Éliminatoires - Groupe 2                     | Pays-Bas                                    | 3 - 0                  | Belgique        | Stade Feijenoord Rotterdam, Pays-Bas            |                                                 |
| 14 octobre 1981 · 20:30 heure locale · Historique des rencontres | Metgod 6e · van Kooten (nl) 27e · Geels 55e | (1 – 0)                |                 | Spectateurs : 54 000 Arbitrage : Brian McGinlay | Spectateurs : 54 000 Arbitrage : Brian McGinlay |
| 14 octobre 1981 · 20:30 heure locale · Historique des rencontres |                                             | Rapport (RBFA) Rapport | Meeuws 19e, 40e | Spectateurs : 54 000 Arbitrage : Brian McGinlay | Spectateurs : 54 000 Arbitrage : Brian McGinlay |

| Match amical                                                      | Espagne                | 2 - 0   | Belgique | Stade Luís Casanova Valence, Espagne         |                                              |
| 16 décembre 1981 · 20:30 heure locale · Historique des rencontres | Satrústegui 7e 87e     | (1 – 0) |          | Spectateurs : 28 000 Arbitrage : Volker Roth | Spectateurs : 28 000 Arbitrage : Volker Roth |
| 16 décembre 1981 · 20:30 heure locale · Historique des rencontres | Rapport (RBFA) Rapport |         |          | Spectateurs : 28 000 Arbitrage : Volker Roth | Spectateurs : 28 000 Arbitrage : Volker Roth |

## Les joueurs
| Joueurs                 | Joueurs           | QCM 1982 | QCM 1982 | QCM 1982 | QCM 1982 | QCM 1982    | Amical |
| ----------------------- | ----------------- | -------- | -------- | -------- | -------- | ----------- | ------ |
| Gardiens de but         |                   |          |          |          |          |             |        |
| Jean-Marie Pfaff        | SK Beveren        | 90       |          |          | 90       | 90          | 90     |
| Michel Preud'homme      | Standard de Liège | r        | 90       | 90       | r        | r           | r      |
| Jacky Munaron           | RSC Anderlechtois |          | r        | r        |          |             |        |
| Défenseurs              |                   |          |          |          |          |             |        |
| Eric Gerets             | Standard de Liège | 90       | 90       | 90       |          | 90          | 42e    |
| Michel Renquin          | Standard de Liège | 90       | 90       | 90       | 90       | 90          |        |
| Gérard Plessers         | Standard de Liège | 72e      |          |          |          | 63e         |        |
| Michel De Wolf          | RWD Molenbeek     | r        | r        | 17e      |          |             |        |
| Walter Meeuws           | Standard de Liège |          | 90       | 90       | 90       | 90 19e, 40e | 90     |
| Luc Millecamps          | KSV Waregem       |          | 90       | 17e      | 90       | 90          | 90     |
| Maurice De Schrijver    | KSC Lokeren       |          | r        |          |          |             |        |
| Marc Baecke             | SK Beveren        |          |          |          | 90 23e   | r           | 90     |
| Dirk De Vriese          | RWD Molenbeek     |          |          |          | r        |             |        |
| Michel De Groote        | RSC Anderlechtois |          |          |          |          | r           |        |
| Frank Mariman           | Royal Antwerp FC  |          |          |          |          |             | 42e ,  |
| Milieux                 |                   |          |          |          |          |             |        |
| Ludo Coeck              | RSC Anderlechtois | 90       | 76e      |          | 90 53e   |             |        |
| Albert Cluytens         | SK Beveren        | 72e      | 90       | 90       | r        | 46e         |        |
| René Vandereycken       | Club Bruges KV    | 90       | 90       | 90       |          | 90          | 90     |
| Raymond Mommens         | KSC Lokeren       | 90       | 85e      | r        |          |             |        |
| Marc Millecamps         | KSV Waregem       | r        | r        |          | 51e      | 90          | 64e    |
| Franky Vercauteren      | RSC Anderlechtois | 72e      | 85e      | 63e      | 90       | 90          | 90     |
| Wilfried Van Moer       | SK Beveren        |          |          | 90       | 51e      |             | 64e    |
| René Verheyen           | KSC Lokeren       |          |          | 63e      | r        |             | r      |
| Eddy Snelders           | KSC Lokeren       |          |          |          |          | 63e,        |        |
| Attaquants              |                   |          |          |          |          |             |        |
| Willy Wellens           | Standard de Liège | 90       | 76e      | r        |          |             |        |
| Erwin Vandenbergh       | K Lierse SK       | 90       | 90       | 90       | 90       |             | 90     |
| Jan Ceulemans           | Club Bruges KV    | 90       | 90       | 90       | 90       |             | 90     |
| Eddy Voordeckers        | Standard de Liège | 72e      |          |          |          | 46e         |        |
| Alexandre Czerniatynski | Royal Antwerp FC  |          |          |          | 90       | 90          | 63e    |
| Willy Geurts            | RSC Anderlechtois |          |          |          |          |             | 63e    |

Un « r » indique un joueur qui était parmi les remplaçants mais qui n'est pas monté au jeu.
1. ↑  Premier but officiel pour le joueur.
2. 1 2 3  Première sélection officielle pour le joueur.
3. 1 2 3 4  Dernière sélection officielle pour le joueur.

## Aspects socio-économiques

### Couverture médiatique
| Jour de diffusion | Match                           | Compétition    | Diffuseur francophone | Diffuseur néerlandophone |
| ----------------- | ------------------------------- | -------------- | --------------------- | ------------------------ |
| 18 février 1981   | Belgique - Chypre               | Coupe du monde | non diffusé           | non diffusé              |
| 25 mars 1981      | Belgique - République d'Irlande | Coupe du monde | non diffusé           | non diffusé              |
| 29 avril 1981     | France - Belgique               | Coupe du monde | RTBF                  | BRT                      |
| 9 septembre 1981  | Belgique - France               | Coupe du monde | RTBF                  | BRT                      |
| 14 octobre 1981   | Pays-Bas - Belgique             | Coupe du monde | RTBF                  | BRT                      |
| 16 décembre 1981  | Espagne - Belgique              | Amical         | RTBF                  | BRT                      |

Source : Programme TV dans Gazet van Antwerpen.

## Sources

### Archives
1. ↑  (nl) « Concentra online archief », sur krantenarchief.concentra.be, Mediahuis.